# انجمن سلطنتی برای حفاظت پرندگان

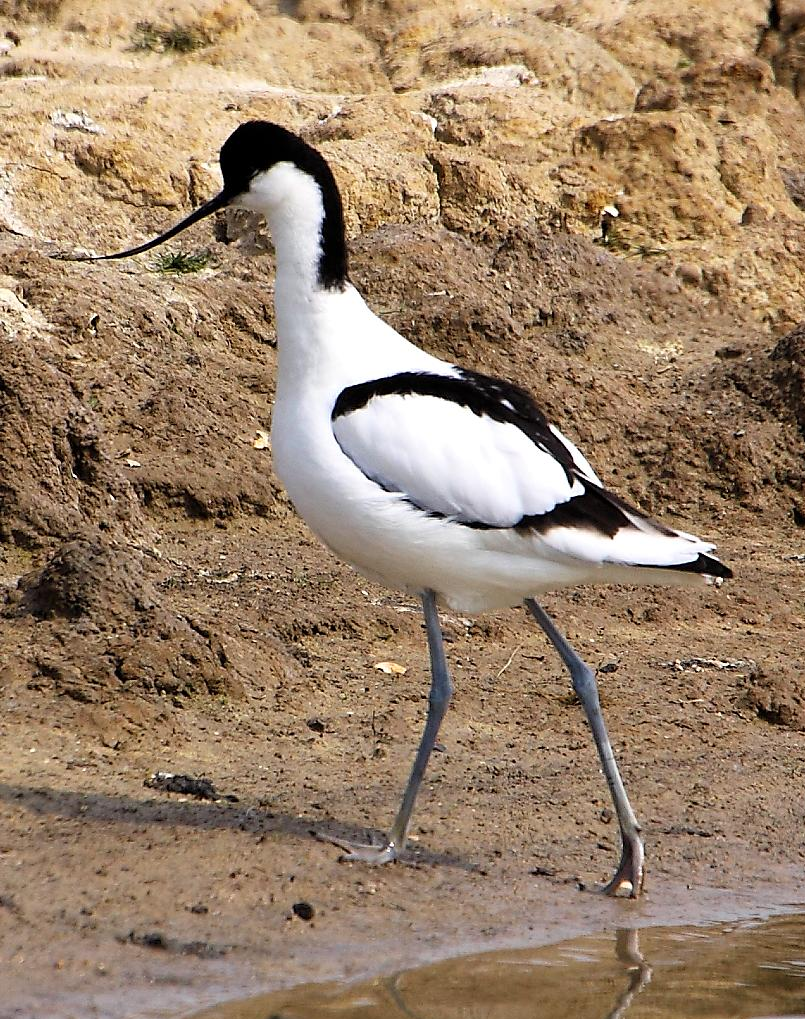
یک نوک‌خنجری در ذخیره‌گاه Minsmere RSPB. این گونه در آرم RSPB به کار رفته‌است.

انجمن سلطنتی برای حفاظت پرندگان یا انجمن سلطنتی برای حمایت پرندگان(RSPB) یک سازمان خیریه است که در انگلستان و ولز و در اسکاتلند ثبت شده‌است. در سال ۱۸۸۹ تأسیس شد. این سازمان برای ترویج حفاظت و حمایت از پرندگان و محیط زیست گسترده‌تر از طریق کارزارهای آگاهی عمومی، دادخواست‌ها و از طریق بهره‌برداری از ذخایر طبیعی در سراسر بریتانیا فعالیت می‌کند.
در سال ۲۰۲۱/۲۲، RSPB درآمدی معادل ۱۵۷ میلیون پوند، ۲۲۰۰ کارمند، ۱۰۵۰۰ داوطلب و ۱٫۱ میلیون عضو (شامل ۱۹۵۰۰۰ عضو جوان) داشت که آن را به یکی از بزرگ‌ترین سازمان‌های حفاظت از حیات وحش در جهان تبدیل کرد. RSPB دارای گروه‌های محلی بسیاری است و ۲۲۲ ذخیره‌گاه طبیعی را نگهداری می‌کند.
امروزه، RSPB هم با خدمات شهروندی و هم با دولت همکاری می‌کند تا به سیاست‌های دولت در زمینه حفاظت و محیط‌زیست مشورت دهد. این یکی از چندین سازمانی است که فهرست رسمی وضعیت حفاظتی را برای همه پرندگان موجود در بریتانیا تعیین می‌کند.
RSPB در سال ۲۰۱۴ وارد یک مشارکت با خانه‌ساز بریتانیایی به نام Barratt Developments شد.
RSPB بیش از ۲۰۰ ذخیره‌گاه را در سراسر بریتانیا نگهداری می‌کند که طیف گسترده‌ای از زیستگاه‌ها را پوشش می‌دهد، از مصب‌ها و پهنه‌های گلی گرفته تا جنگل‌ها و زیستگاه‌های شهری. این ذخیره‌گاه‌ها اغلب دارای پناه پرنده هستند که برای پرنده‌نگران تهیه می‌شود و بسیاری از آنها مراکز بازدیدکننده را فراهم می‌کنند که شامل اطلاعاتی دربارهٔ حیات وحشی است که در آنجا دیده می‌شود.

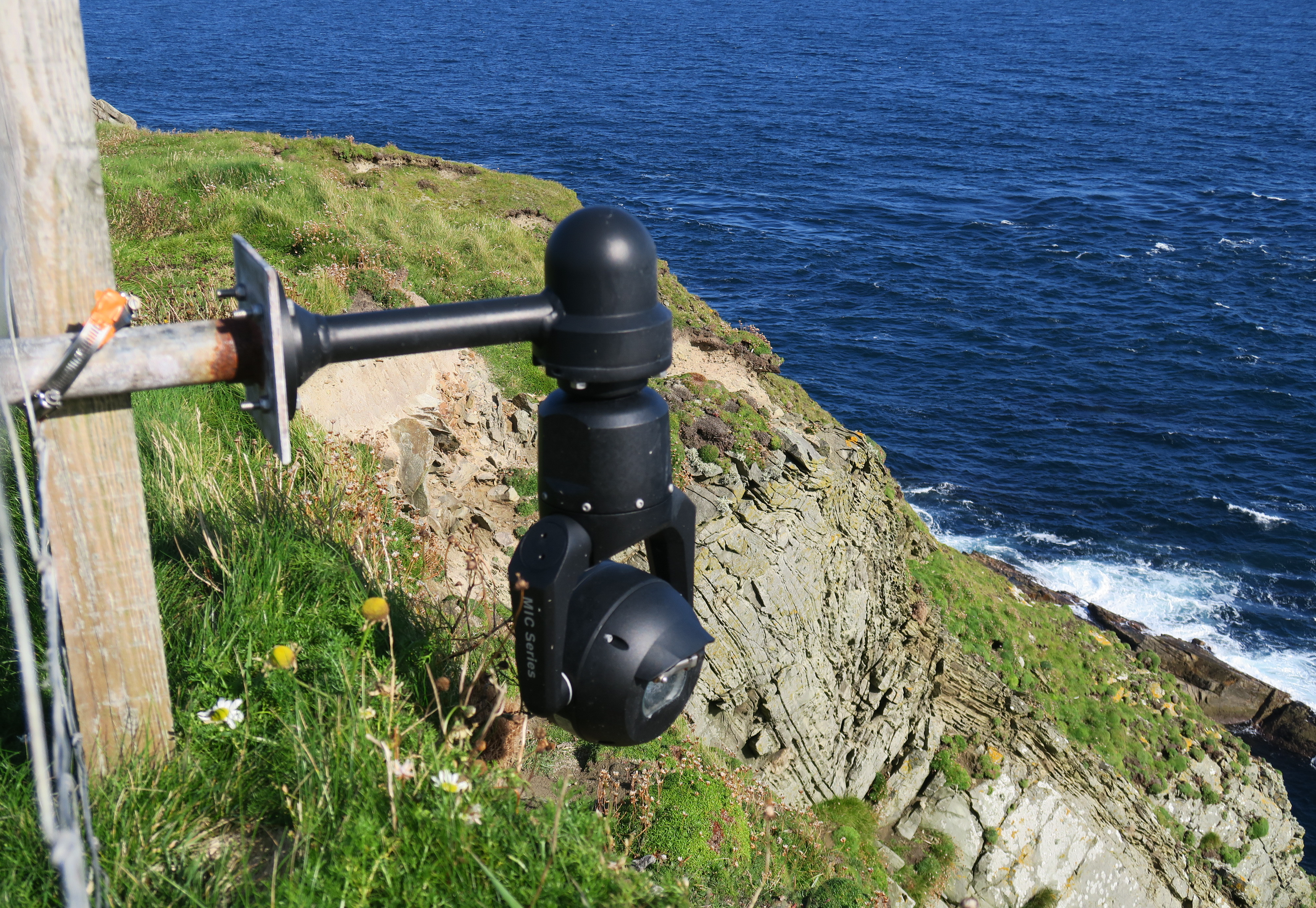
یک وب‌بین کارگذاشته‌شده در نزدیکی فانوس دریایی سامبورگ هد، شتلند. صخره‌ها خانه تعداد زیادی از پرندگان دریایی هستند و این منطقه یک ذخیره‌گاه طبیعی RSPB است.

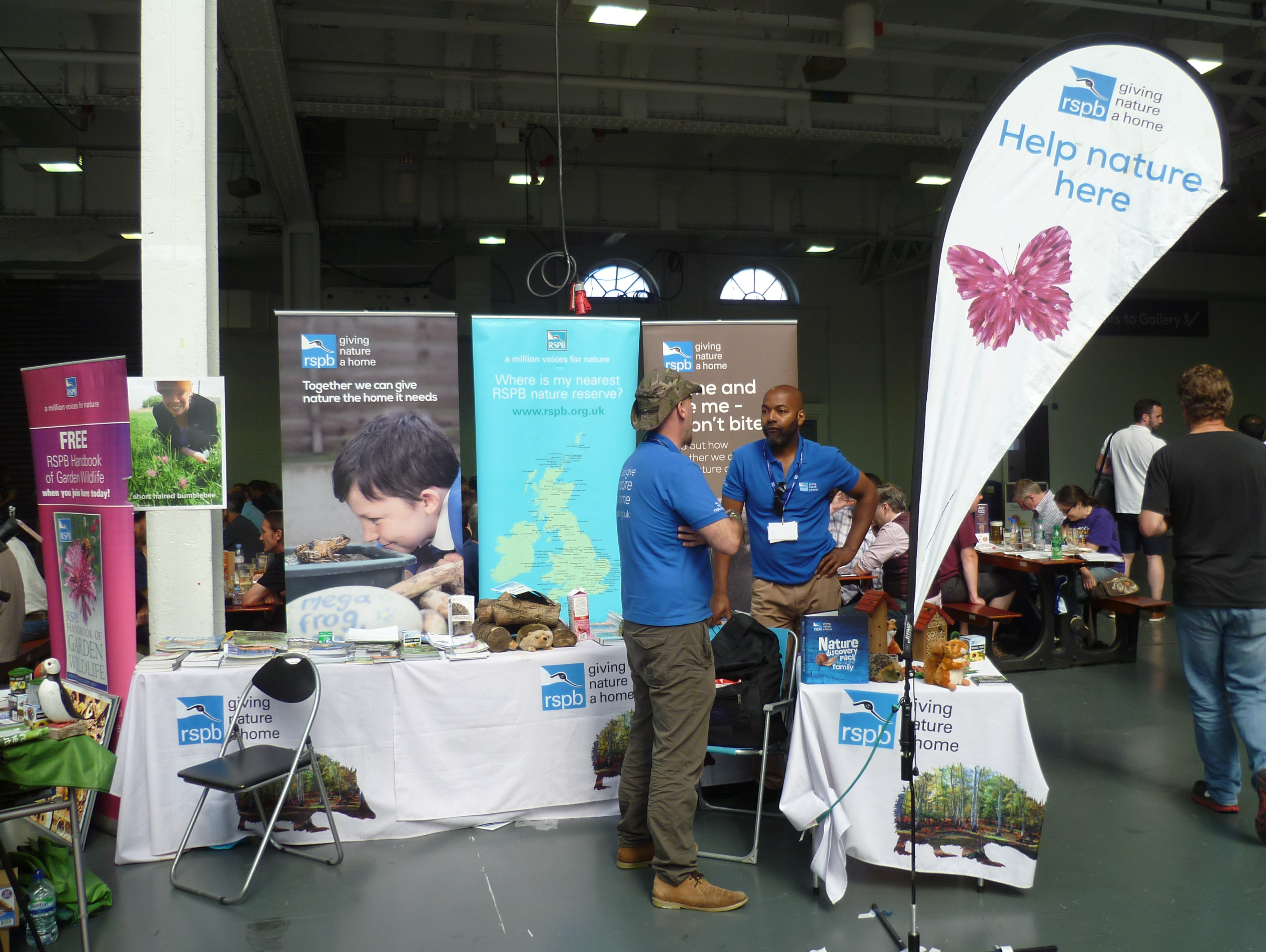
جشنواره آب‌جو دربریتانیا 2016

## انتشارات
RSPB بیش از یک قرن است که یک مجله تنها برای اعضا منتشر کرده‌است.
در زمستان ۲۰۱۳، پرندگان با مجله جدیدی به نام Nature's Home جایگزین شد. سردبیر آن مارک وارد بود. این مجله دارای تیراژ ABC 600885 بود.
مجلۀ RSPB با شماره تابستان/پاییز ۲۰۲۲، دوباره منتشر شد.

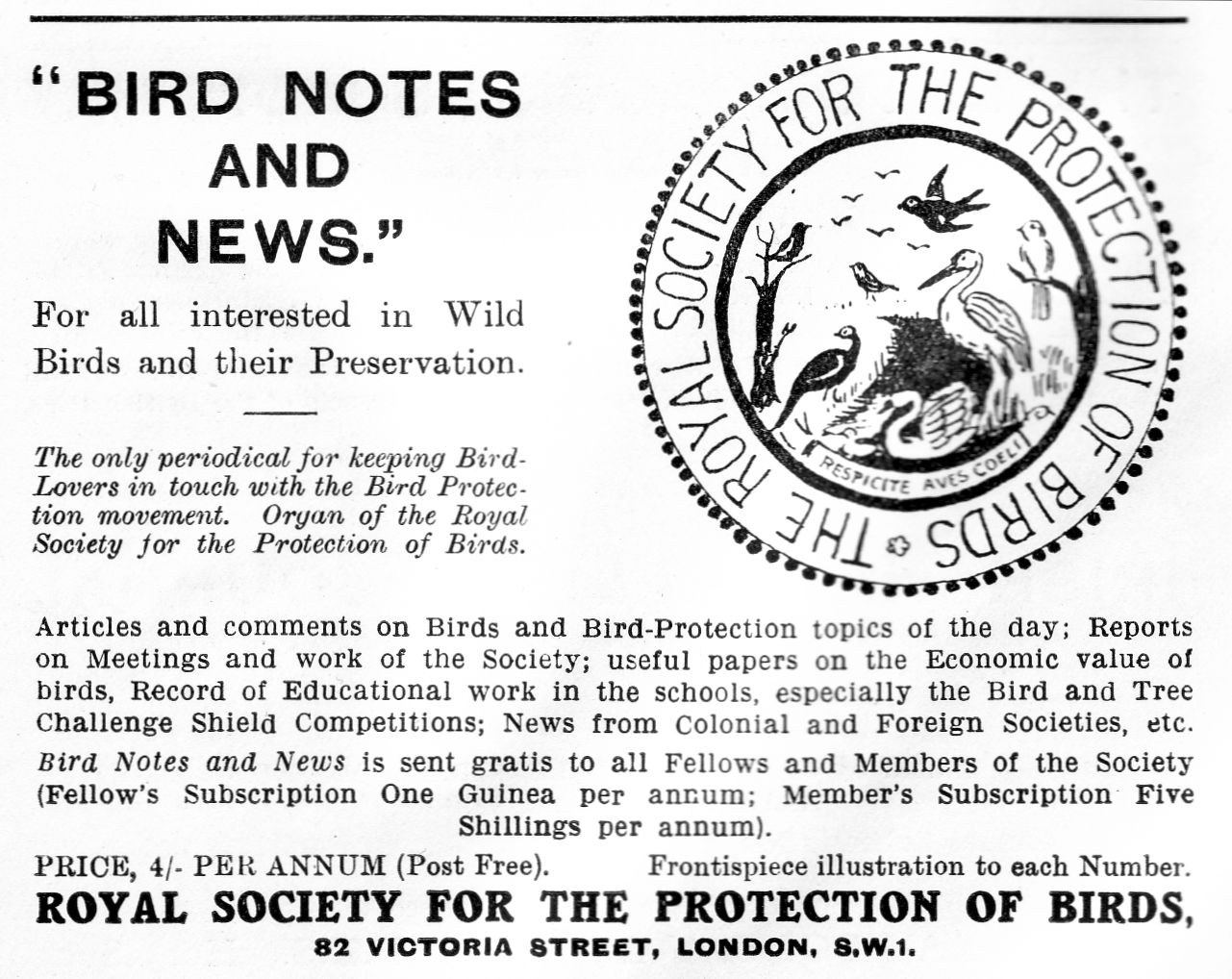
آگهی برای یادداشت‌ها و اخبار پرنده از نسخه مارس ۱۹۳۴ مجله نورث وسترن طبیعتگرا. به لوگوی آغازین توجه کنید.